# Acide thiodipropanoïque
L'acide thiodipropanoïque ou acide thiodipropionique est un acide dicarboxylique de formule semi-développée S(CH2CH2COOH)2. C'est aussi un thioéther, le sulfure de bis(2-carboxyéthyle).
Issu du traitement de roches phosphatées, il est utilisé comme additif alimentaire, E388 en tant qu'antioxydant. Il réduit l'oxydation de l'huile de soja, l'huile d'olive et l'huile de palme, et empêche aussi la décomposition de la vitamine E dans ces huiles,.
C'est un antioxydant halal, casher et végétarien.